# Vikasjön, Småland
Vikasjön är en sjö i Växjö kommun i Småland och ingår i Mörrumsåns huvudavrinningsområde. Sjön är 6 meter djup, har en yta på 1,34 kvadratkilometer och befinner sig 183,1 meter över havet. Vid provfiske har bland annat abborre, braxen, gers och mört fångats i sjön.

## Delavrinningsområde
Vikasjön ingår i det delavrinningsområde (631081-144773) som SMHI kallar för Utloppet av Vikasjön. Medelhöjden är 200 meter över havet och ytan är 16,23 kvadratkilometer. Det finns inga avrinningsområden uppströms utan avrinningsområdet är högsta punkten. Vattendraget som avvattnar avrinningsområdet har biflödesordning 2, vilket innebär att vattnet flödar genom totalt 2 vattendrag innan det når havet efter 130 kilometer. Avrinningsområdet består mestadels av skog (77 %). Avrinningsområdet har 1,52 kvadratkilometer vattenytor vilket ger det en sjöprocent på 9,3 %.

## Fisk
Vid provfiske har följande fisk fångats i sjön:
- Abborre
- Braxen
- Gärs
- Mört
- Sutare